# Književnost u 1732.
◄◄ | ◄ | 1729. | 1730. | 1731. | 1732.  | 1733. | 1734. | 1735. | ► | ►►
Arhitektura • Astronomija • Biologija • Glazba • Kazalište • Kemija • Kiparstvo • Knjige • Književnost • Kršćanstvo • Medicina • Politika • Pravo • Promet • Slikarstvo • Znanost
Književnost u 1732.

## Hrvatska i u Hrvata

### Rođenja
- 6. siječnja – Matija Antun Relković, hrvatski prozaik († 1798.)

## Vanjske poveznice
|  | Zajednički poslužitelj ima još gradiva o temi Književnost u 1732. |